# Paliurus orientalis
Paliurus orientalis är en brakvedsväxtart som först beskrevs av Adrien René Franchet, och fick sitt nu gällande namn av William Botting Hemsley. Paliurus orientalis ingår i släktet Paliurus och familjen brakvedsväxter. Inga underarter finns listade i Catalogue of Life.